# Saison 2013-2014 du Liverpool FC
Maillots
Dernière mise à jour : 04 février 2024.
Chronologie
Saison précédente Saison suivante
La saison 2013-2014 du Liverpool FC est la 22e saison du club en Premier League. En compétition pour le Championnat d'Angleterre, la Coupe d'Angleterre, la Coupe de la Ligue anglaise et tentera de gagner son premier championnat depuis plus de vingt ans.

## Effectif

### Équipe première
(décembre 2013).
| Numéro             | Nom               | Nationalité                 | Poste(s)        | Depuis          | Date de naissance (Âge) | En provenance de    | Apparitions     | Buts            |
| Gardiens de but    | Gardiens de but   | Gardiens de but             | Gardiens de but | Gardiens de but | Gardiens de but         | Gardiens de but     | Gardiens de but | Gardiens de but |
| ------------------ | ----------------- | --------------------------- | --------------- | --------------- | ----------------------- | ------------------- | --------------- | --------------- |
| 1                  | Brad Jones        | Drapeau de l'Australie      | GB              | 2010            | 19 mars 1982            | Middlesbrough       | 19              | 0               |
| 22                 | Simon Mignolet    | Drapeau de la Belgique      | GB              | 2010            | 6 août 1988             | Sunderland          | 5               | 0               |
| Défenseurs         |                   |                             |                 |                 |                         |                     |                 |                 |
| 2                  | Glen Johnson      | Drapeau de l'Angleterre     | DD / DG         | 2009            | 23 août 1984            | Portsmouth          | 137             | 8               |
| 3                  | José Enrique      | Drapeau de l'Espagne        | DG              | 2011            | 23 janvier 1986         | Newcastle United    | 72              | 2               |
| 5                  | Daniel Agger      | Drapeau du Danemark         | DC              | 2006            | 12 décembre 1984        | Brøndby             | 206             | 11              |
| 16                 | Sebastián Coates  | Drapeau de l'Uruguay        | DC              | 2011            | 7 octobre 1990          | Nacional            | 22              | 2               |
| 34                 | Martin Kelly      | Drapeau de l'Angleterre     | DD / DC         | 2008            | 27 avril 1990           | formé au club       | 54              | 1               |
| 37                 | Martin Škrtel     | Drapeau de la Slovaquie     | DC              | 2008            | 15 décembre 1984        | Zénith              | 204             | 9               |
| 38                 | Jon Flanagan      | Drapeau de l'Angleterre     | DD              | 2010            | 1er janvier 1993        | formé au club       | 17              | 0               |
| 47                 | Andre Wisdom      | Drapeau de l'Angleterre     | DD / DC         | 2010            | 9 mai 1993              | formé au club       | 18              | 1               |
| 4                  | Kolo Touré        | Drapeau de la Côte d'Ivoire | DC              | 2013            | 19 mars 1981            | Manchester City     | 4               | 0               |
| 17                 | Mamadou Sakho     | Drapeau de la France        | DC              | 2013            | 13 février 1990         | Paris Saint-Germain | 0               | 0               |
| 20                 | Aly Cissokho      | Drapeau de la France        | DG              | 2013            | 15 septembre 1987       | → Valence CF        | 1               | 0               |
| 26                 | Tiago Ilori       | Drapeau du Portugal         | DC              | 2013            | 26 février 1993         | Sporting CP         | 0               | 0               |
| Milieux de terrain |                   |                             |                 |                 |                         |                     |                 |                 |
| 8                  | Steven Gerrard    | Drapeau de l'Angleterre     | MC / MOC        | 1998            | 30 mai 1980             | formé au club       | 627             | 159             |
| 6                  | Luis Alberto      | Drapeau de l'Espagne        | MOC             | 2013            | 28 septembre 1992       | Séville FC          | 2               | 0               |
| 10                 | Philippe Coutinho | Drapeau du Brésil           | MOC             | 2013            | 12 juin 1992            | Inter Milan         | 7               | 2               |
| 14                 | Jordan Henderson  | Drapeau de l'Angleterre     | MC / AiD        | 2011            | 17 juin 1990            | Sunderland          | 86              | 6               |
| 21                 | Lucas Leiva       | Drapeau du Brésil           | MDF / MC        | 2007            | 9 janvier 1987          | Grêmio              | 209             | 6               |
| 24                 | Joe Allen         | Drapeau du pays de Galles   | MC / MDF        | 2012            | 14 mars 1990            | Swansea City        | 37              | 2               |
| 31                 | Raheem Sterling   | Drapeau de l'Angleterre     | AiG / AiD       | 2012            | 8 décembre 1994         | formé au club       | 39              | 2               |
| Attaquants         |                   |                             |                 |                 |                         |                     |                 |                 |
| 7                  | Luis Suárez       | Drapeau de l'Uruguay        | BU              | 2011            | 24 janvier 1987         | Ajax Amsterdam      | 96              | 51              |
| 15                 | Daniel Sturridge  | Drapeau de l'Angleterre     | BU              | 2013            | 1er septembre 1989      | Chelsea FC          | 12              | 6               |
| 12                 | Victor Moses      | Drapeau du Nigeria          | BU              | 2013            | 12 décembre 1990        | → Chelsea FC        | 0               | 0               |
| 9                  | Iago Aspas        | Drapeau de l'Espagne        | BU              | 2013            | 1er août 1987           | Celta de Vigo       | 3               | 0               |

## Transferts

### Arrivées

#### Mercato d'été
| Numéro | Poste | Joueur         | En provenance de           | Montant                     | Date             | Source |
| ------ | ----- | -------------- | -------------------------- | --------------------------- | ---------------- | ------ |
| 6      | MOC   | Luis Alberto   | Séville FC                 | 6 800 000 £                 | 22 juin 2013     |        |
| 9      | AT    | Iago Aspas     | Celta de Vigo              | 7 000 000 £                 | 23 juin 2013     |        |
| 22     | GB    | Simon Mignolet | Sunderland Association AFC | 9 000 000 £                 | 27 juin 2013     |        |
| 4      | DC    | Kolo Touré     | Manchester City            | Agent libre                 | 28 mai 2013      |        |
| 17     | DC    | Mamadou Sakho  | Paris Saint-Germain        | 19 millions d'euros + bonus | 2 septembre 2013 |        |
| 26     | DC    | Tiago Ilori    | Sporting CP                | 7 000 000 £                 | 2 septembre 2013 |        |

##### Prêts
| Numéro | Poste          | Joueur       | En provenance de | Début | Fin  | Source |
| ------ | -------------- | ------------ | ---------------- | ----- | ---- | ------ |
| 20     | Arrière gauche | Aly Cissokho | Valence CF       | 2013  | 2014 |        |
| 12     | Attaquant      | Victor Moses | Chelsea FC       | 2013  | 2014 |        |

### Départs
(décembre 2013).

#### Mercato d'été
| Numéro | Poste    | Joueur         | Destination  | Montant | Date             | Source |
| ------ | -------- | -------------- | ------------ | ------- | ---------------- | ------ |
| 33     | MC / MOC | Jonjo Shelvey  | Swansea City | 5,8 M€  |                  |        |
| 12     | MOC      | Daniel Pacheco | AD Alcorcón  |         | 2 septembre 2013 |        |

##### Prêts
| Numéro | Poste          | Joueur                     | Destination    | Début | Fin | Source |
| ------ | -------------- | -------------------------- | -------------- | ----- | --- | ------ |
|        | Gardien de but | José Manuel « Pepe » Reina | SSC Naples     |       |     |        |
|        | Défenseur      | Jack Robinson              | Blackpool FC   |       |     |        |
|        | Attaquant      | Fabio Borini               | Sunderland AFC |       |     |        |
|        | Milieu         | Oussama Assaidi            | Stoke City FC  |       |     |        |

## Classement
| Rang | Équipe                  | Pts | J  | G  | N  | P  | Bp | Bc | Diff |
| ---- | ----------------------- | --- | -- | -- | -- | -- | -- | -- | ---- |
| 1    | Manchester City         | 63  | 28 | 19 | 6  | 3  | 52 | 22 | +30  |
| 2    | Liverpool FC            | 59  | 28 | 18 | 5  | 5  | 73 | 35 | +38  |
| 3    | Arsenal FC              | 59  | 28 | 18 | 5  | 5  | 52 | 28 | +24  |
| 4    | Chelsea FCL             | 57  | 26 | 18 | 3  | 5  | 69 | 27 | +42  |
| 5    | Tottenham Hotspur       | 53  | 28 | 16 | 5  | 7  | 37 | 33 | +4   |
| 6    | Everton FC              | 48  | 27 | 13 | 9  | 5  | 38 | 27 | +11  |
| 7    | Manchester United'T'S   | 45  | 27 | 13 | 6  | 8  | 43 | 31 | +12  |
| 8    | Newcastle United        | 43  | 28 | 13 | 4  | 11 | 37 | 39 | -2   |
| 9    | Southampton FC          | 39  | 28 | 10 | 9  | 9  | 38 | 35 | +3   |
| 10   | West Ham United         | 31  | 28 | 8  | 7  | 13 | 30 | 35 | -5   |
| 11   | Hull CityP              | 30  | 28 | 8  | 6  | 14 | 30 | 35 | -5   |
| 12   | Stoke City              | 30  | 28 | 7  | 8  | 13 | 28 | 42 | -14  |
| 13   | Swansea City            | 29  | 28 | 7  | 8  | 13 | 37 | 41 | -4   |
| 14   | Aston Villa FC          | 31  | 28 | 8  | 7  | 13 | 31 | 38 | -7   |
| 15   | Norwich City            | 28  | 28 | 7  | 7  | 14 | 21 | 42 | -21  |
| 16   | Crystal Palace FCP      | 27  | 27 | 8  | 2  | 16 | 18 | 36 | -18  |
| 17   | West Bromwich Albion FC | 25  | 27 | 4  | 13 | 10 | 31 | 39 | -8   |
| 18   | Sunderland FC           | 24  | 26 | 6  | 6  | 14 | 26 | 42 | -16  |
| 19   | Cardiff City FCP        | 22  | 28 | 5  | 7  | 16 | 19 | 49 | -30  |
| 20   | Fulham FC               | 21  | 28 | 6  | 3  | 19 | 28 | 62 | -34  |

Qualifications européennes
Ligue des champions 2014-2015
- 1er 2e et 3e : phase de groupes
- 4e : tour de barrages pour non-champions

Ligue Europa 2014-2015
- CA  : phase de groupes
- 5e : tour de barrages
- L : 3e tour de qualification

Relégation
- 18e, 19e et 20e : relégation en Championship

Abréviations
T : Tenant du titre

CA : Vainqueur de la FA Cup 2013-2014

L : Vainqueur de la Capital One Cup 2013-2014

S : Vainqueur du Community Shield 2013

P : Promus de Championship